# SN 2001gk
SN 2001gk – supernowa nieznanego typu odkryta 15 kwietnia 2001 roku w galaktyce A140132+0521. W momencie odkrycia miała maksymalną jasność 24,10m.